# Крижанівський Валентин Іванович
Валентин Іванович Крижанівський (15 липня 1938, Київ — 28 лютого 2008, Київ) — український зоолог і еколог, кандидат біологічних наук (1965), лауреат премії імені І. І. Шмальгаузена НАН України (2000).
Працював у галузі теріології, вивчаючи в першу чергу копитних. Відомий дослідженням наукових основ використання мисливських тварин і охорони ссавців, а також вивченням наслідків Чорнобильської катастрофи для довкілля.
Автор близько 110 наукових праць, зокрема брав участь у створенні Червоної книги України (1980 і 1994), Української радянської енциклопедії (1978—1985), Біологічного словника (1986) та довідника «Рідкісні та зникаючі рослини і тварини України» (1988).

## Життєпис
У 1960 році закінчив кафедру зоології хребетних біологічного факультету Київського державного університету, після чого вступив до аспірантури в Інститут зоології АН УРСР і згодом залишився працювати у цій установі. 1965 року захистив кандидатську дисертацію на тему «Благородний олень і косуля в Україні, їх екологія і перспективи господарського використання» під керівництвом М. А. Воїнственського. З 1975 року очолював лабораторію екології і раціонального використання мисливських тварин Інституту зоології, а з 1989 року і до кінця життя — відділ фауни та систематики хребетних тварин цієї установи.
Найбільшу працю дослідника, випуск «Копитні» у серії «Фауна України», на жаль, не було доведено до публікації.

## Найважливіші наукові праці
- Крижанівський В. І. Про динаміку чисельності благородного оленя і косулі // Біологія корисних та шкідливих тварин України. — Київ: Наукова думка, 1966. — С. 93–100.
- Крыжановский В. И., Жежерин В. П. Редкие звери и птицы Украины. — Киев: Реклама, 1979. — 64 с.
- Воинственский М. А., Крыжановский В. И., Легейда И. С. Изменения в фауне Украинского Полесья в связи с проведением осушительных работ // Вестник зоологии. — 1981. — № 5. — С. 3–9.
- Крыжановский В. И., Емельянов И. Г. Класс млекопитающие // Природа Украинской ССР. Животный мир / Под ред. В. А. Топачевского. — Киев: Наукова думка, 1985. — С. 197—234.
- Крыжановский В. И., Корнеев А. П. Млекопитающие // Редкие и исчезающие растения и животные Украины / под ред. К. М. Сытника. — Киев: Наукова думка, 1988. — С. 202—228.
- Крыжановский В. И., Болденков С. В., Губкин Л. А. и др. Биологические основы и первоочередные задачи охотничьего хозяйства УССР // Изученность териофауны Украины, ее рациональное использование и охрана. — Киев: Наукова думка, 1988. — С. 3-19.
- Крыжановский В. И. Воспроизводство копытных животных // Охотнику об охоте. Справочное издание. — Киев: Урожай, 1988. — С. 140—158.
- Францевич Л. И., Гайченко В. А., Крыжановский В. И. Животные в радиоактивной зоне. — Киев: Наукова думка, 1991. — 127 с.
- Гайченко В. А., Крыжановский В. И., Стовбчатый В. Н. Состояние фаунистических комплексов зоны отчуждения ЧАЭС в послеаварийный период // Эколого-фаунистические исследования в зоне Чернобыльской АЭС: Сборник. — Киев, 1994. — С. 4–18.
- Крыжановский В. И., Самчук Н. Г. Перспективы сохранения существующих и создания новых вольных популяций зубра в Украине // Проблемы сохранения и восстановления зубра. — Данки, 2004. — С. 5–11.